# Vinha da Rainha
Vinha da Rainha es una freguesia portuguesa del concelho de Soure, con 21,27 km² de superficie y 1.583 habitantes (2001). Su densidad de población es de 74,4 hab/km².